# هدلند (آلاباما)
هدلند (به انگلیسی: Headland) شهری در شهرستان هنری ایالت آلاباما است که مساحت آن ۷۸٫۴۶ کیلومتر مربع است و در سرشماری سال ۲۰۱۰ میلادی، ۴٬۵۱۰ نفر جمعیت داشته و تراکم جمعیتی آن، ۵۷٫۴۸ نفر در هر کیلومتر مربع بوده است.

## نگارخانه

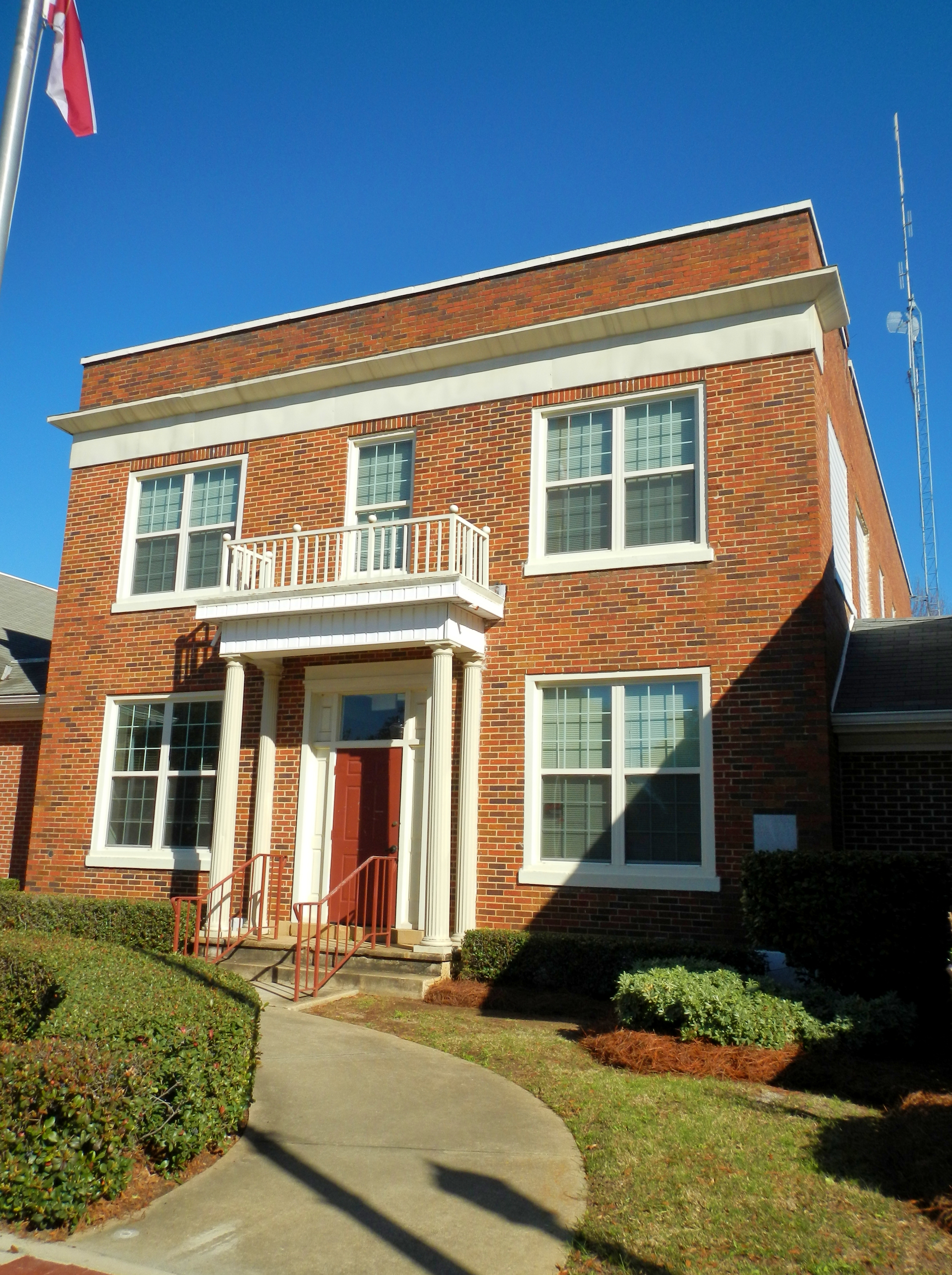
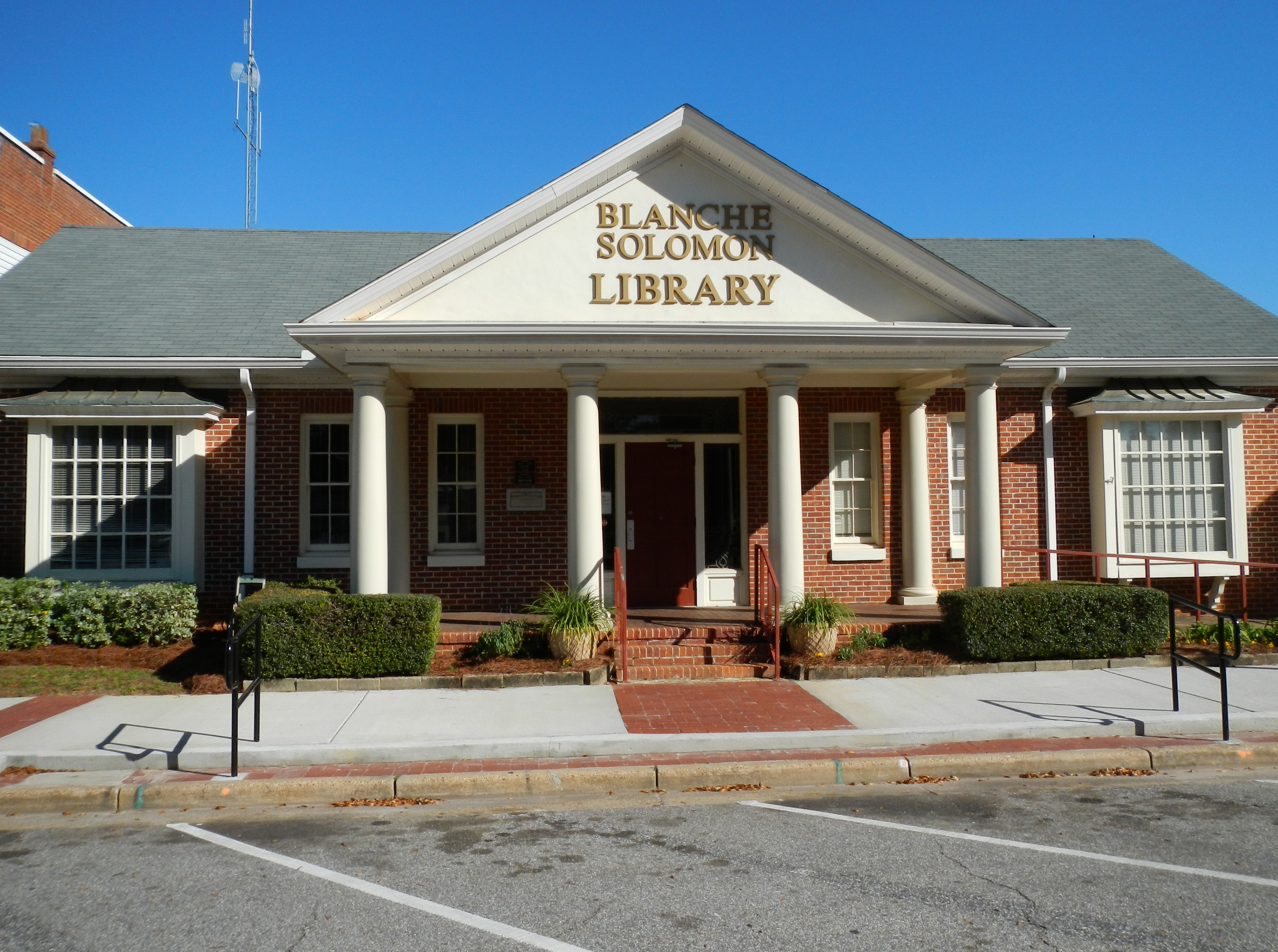
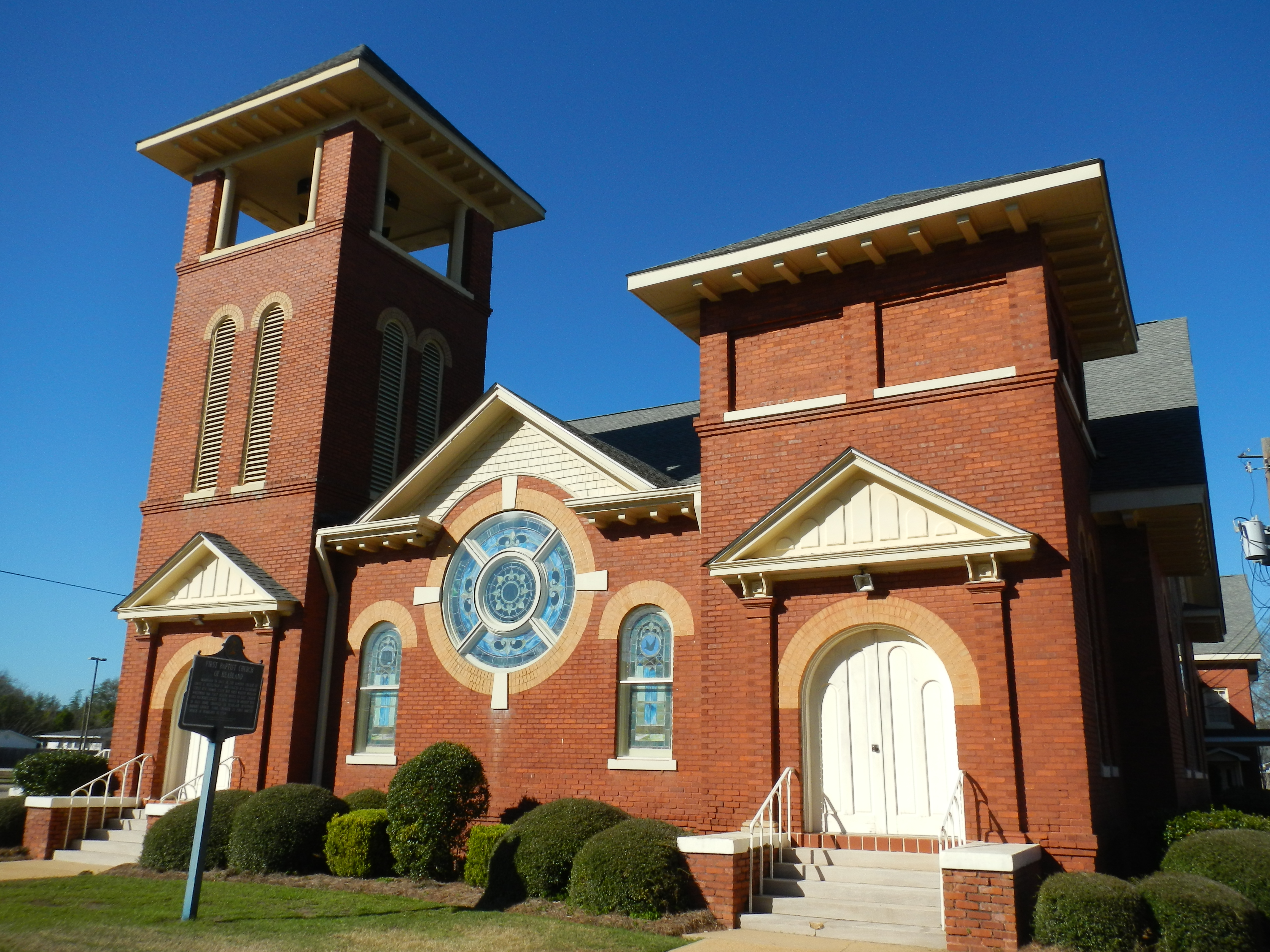